# アミダーゼ
アミダーゼ（Amidase、EC 3.5.1.4）は、次の反応を触媒する酵素である。
モノカルボン酸アミド+H2O{\displaystyle \rightleftharpoons }モノカルボン酸+NH3
つまり、この酵素の基質はモノカルボン酸アミドと水の2種で、生成物はモノカルボン酸とアンモニアである。
この酵素は加水分解酵素の1つで、ペプチド結合とは別の炭素-窒素結合、特に直線的なアミドに作用する。
この酵素の組織名は、アシルアミドアミドヒドロラーゼ（acylamide amidohydrolase）である。別名に、アシルアミダーゼ（Acylamidase）やアシラーゼ（Acylase）、アミドヒドロラーゼ（amidohydrolase）、デアミナーゼ（deaminase）、fatty acylamidase、そして、N-アセチルアミノヒドロラーゼ（N-acetylaminohydrolase）も使われる。この酵素は、尿素回路、フェニルアラニン代謝、トリプトファン代謝、シアノアミノ酸代謝などの代謝経路で活躍している。

## 構造研究
- As of late 2007, two structures have been solved for this class of enzymes, with PDB accession codes 2PLQ and 2UXY.

### 遺伝子オントロジー（GO）コード
- EGO entry for GO code 0004040: amidase
- AMIGO entry for GO code 0004040: amidase